# Alsóújlak
Alsóújlak ist eine ungarische Gemeinde im Kreis Vasvár im Komitat Vas.

## Geografische Lage
Alsóújlak liegt 24 Kilometer südöstlich des Komitatssitzes Szombathely und 5,5  Kilometer nordöstlich der Kreisstadt Vasvár. Nachbargemeinden sind Rum, Kám, Oszkó und Püspökmolnári.

## Geschichte
Im Jahr 1913 gab es in der damaligen Kleingemeinde 172 Häuser und 974 Einwohner auf einer Fläche von 3642 Katastraljochen. Sie gehörte zu dieser Zeit zum Bezirk Vasvár im Komitat Vas.

## Sehenswürdigkeiten
- Römisch-katholische Kirche Szent István király, vermutlich im 15. Jahrhundert im gotischen Stil erbaut, 1775 im barocken Stil umgebaut
- Römisch-katholische Friedhofskapelle Szent Péter és Pál, erbaut im romanischen Stil
- Statue Szűz Mária aus dem Jahr 1900

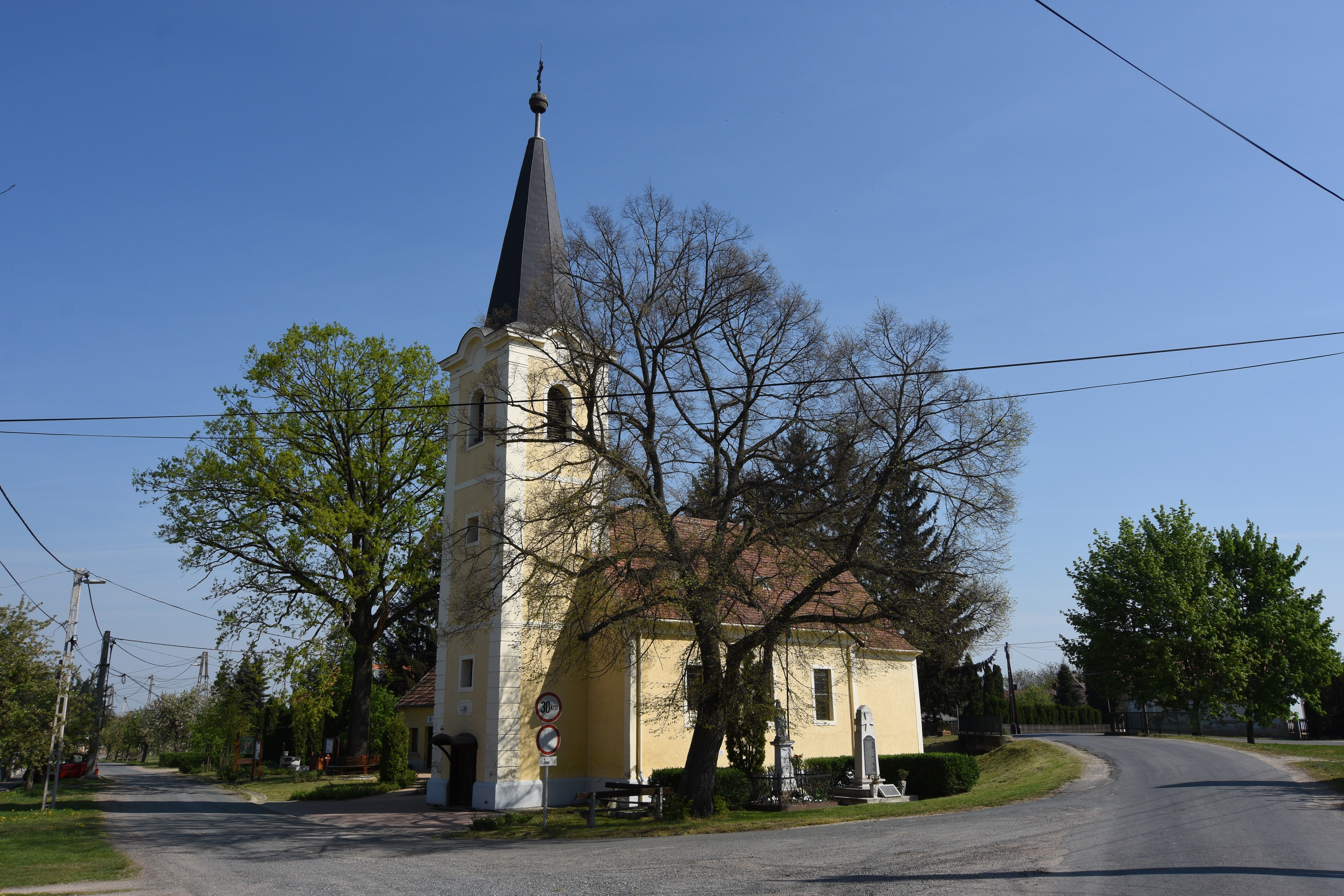
Römisch-katholische Kirche Szent István király
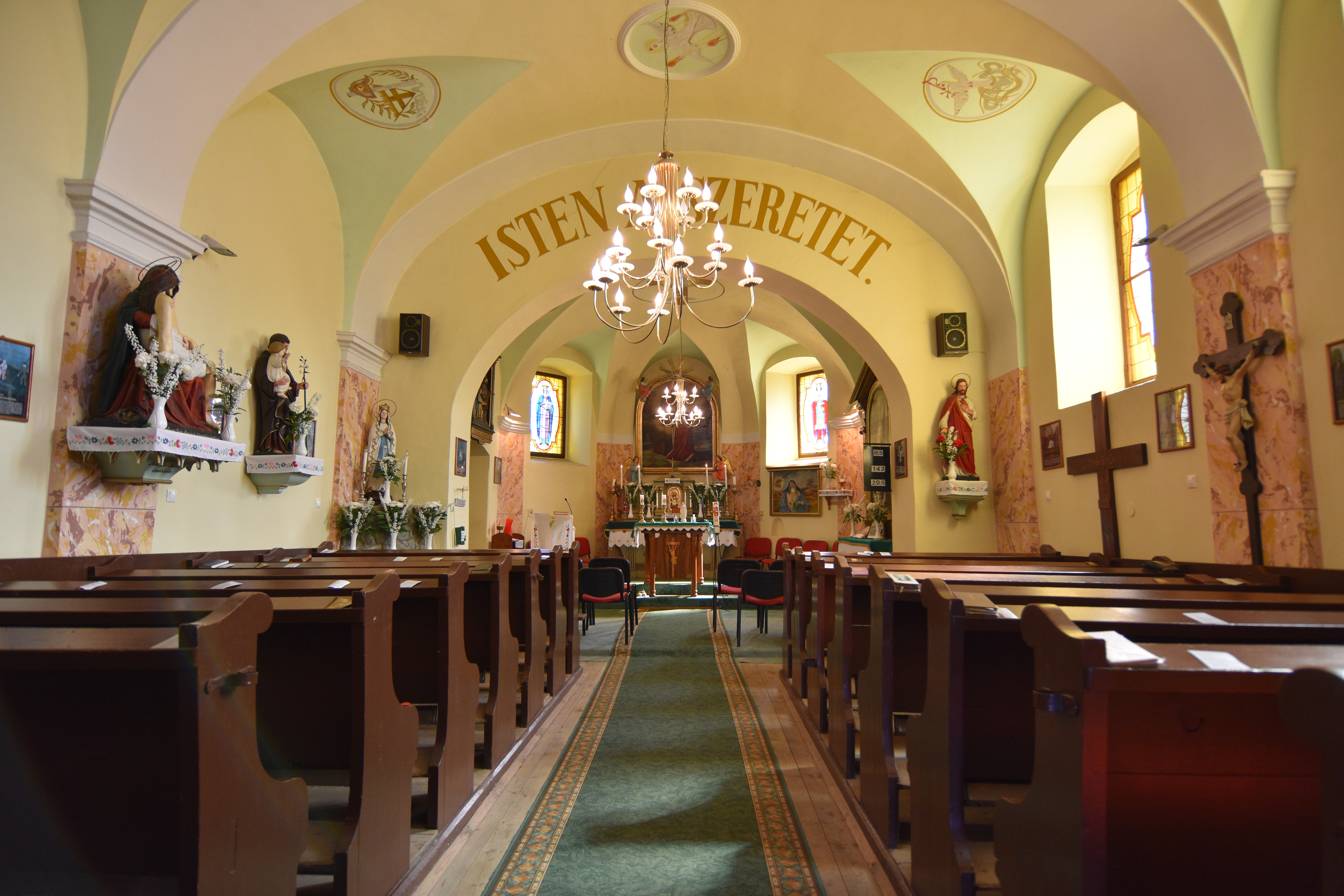
Innenraum der Kirche
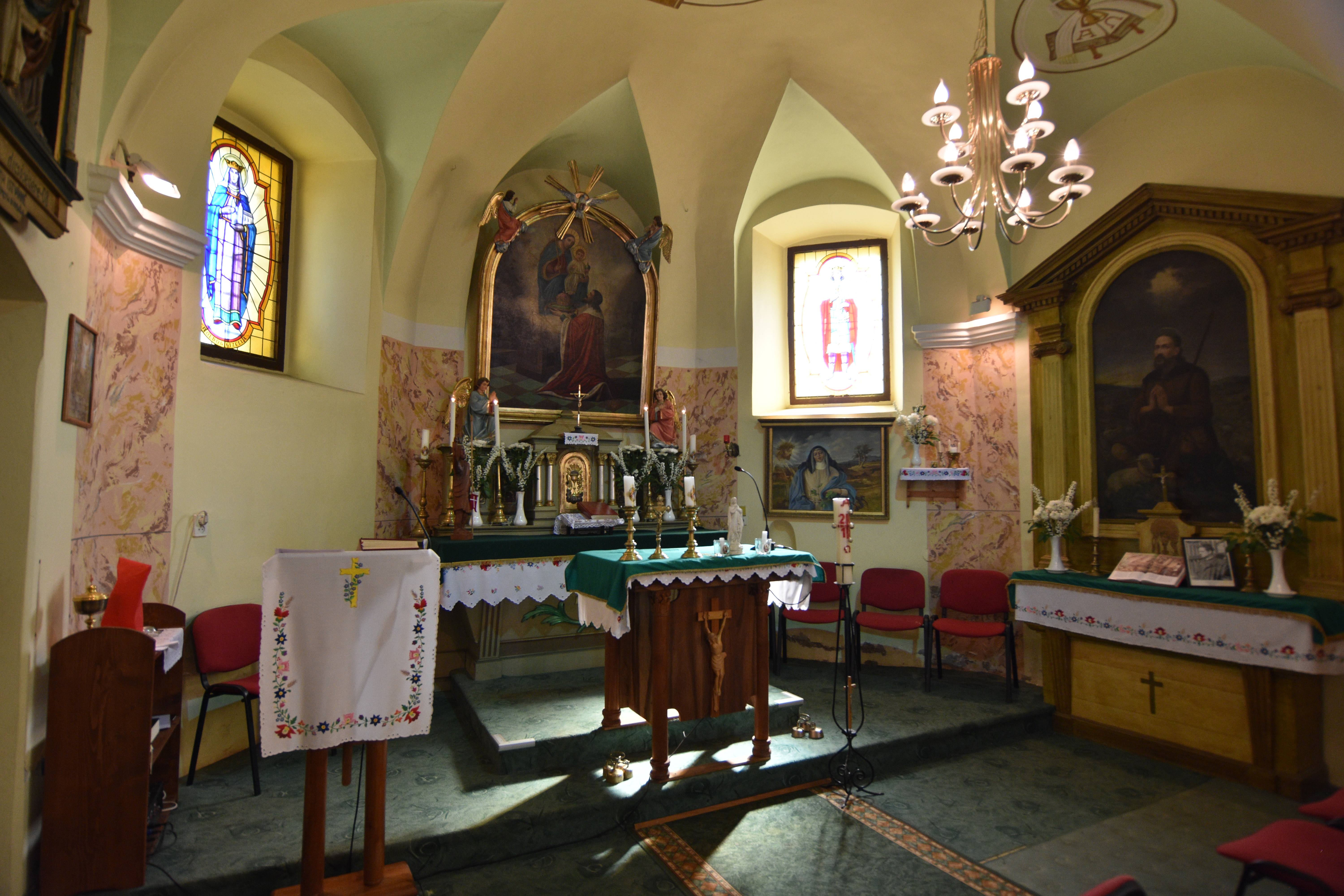
Altarbereich in der Kirche

## Verkehr
Durch Alsóújlak verläuft die Hauptstraße Nr. 8. Es bestehen Busverbindungen nach Vasvár, über Kám und Szemenye nach Egervölgy sowie über Kám, Rum, Meggyeskovácsi und Ikervár nach Sárvár. Der nächstgelegene Bahnhof befindet sich in Vasvár.